# Le Val-Saint-Germain
Le Val-Saint-Germain es una comuna francesa situada en el departamento de Essonne, en la región de Isla de Francia.

## Demografía
| 460 | 409 | 509 | 683 | 1147 | 1438 | 1486 |
| Para los censos de 1962 a 1999 la población legal corresponde a la población sin duplicidades (Fuente: INSEE [Consultar]) |     |     |     |      |      |      |